# Hrabstwo Seminole (Georgia)

Piramida wieku hrabstwa

Hrabstwo Seminole (ang. Seminole County) – hrabstwo w stanie Georgia, w Stanach Zjednoczonych. Jego siedzibą administracyjną jest Donalsonville.
Według spisu w 2020 roku, liczy 9147 mieszkańców, w tym 33% to Afroamerykanie i 3,5% Latynosi. 

## Geografia
Według spisu z 2000 roku obszar całkowity hrabstwa obejmuje powierzchnię 256,56 mil2 (664,49 km²), z czego  238,04 mil2 (616,52 km²) stanowią lądy, a 18,52 mil2 (47,97 km²) stanowią wody. W południowym rogu znajduje się Jezioro Seminole (152 km²), które rozlewa się na 3 hrabstwa. 

### Miejscowości
- Donalsonville
- Iron City

### Sąsiednie hrabstwa
- Hrabstwo Miller, Georgia (północny wschód)
- Hrabstwo Decatur, Georgia (wschód)
- Hrabstwo Jackson, Floryda (południowy zachód)
- Hrabstwo Houston, Alabama (południowy zachód)
- Hrabstwo Early, Georgia (północny zachód)

## Polityka
Hrabstwo jest przeważająco republikańskie, gdzie w wyborach prezydenckich w 2020 roku, 67,2% głosów otrzymał Donald Trump i 32,3% przypadło dla Joe Bidena.